# Ibid (racconto)
Ibid è un racconto parodistico dello scrittore americano di narrativa horror H.P. Lovecraft, scritto nel periodo 1927-28 e pubblicato per la prima volta postumo nel 1938.

## Sommario
Il racconto è una biografia del fittizio letterato romano Ibido (486-587), il cui capolavoro sarebbe l'Op. Cit., "in cui tutte le correnti sotterranee significative del pensiero greco-romano furono cristallizzate una volta per tutte". La storia segue le disavventure del suo teschio, che passa di mano in mano per Carlo Magno, Guglielmo il Conquistatore e molti altri, fino ad arrivare in America. Il teschio vaga in lungo e in largo fino a capitare in una tana di cani della prateria vicino a Milwaukee, dove infine verrà ritrovato in circostanze straordinarie.

## Significato
La storia è preceduta dalla citazione "...come dice Ibid nelle sue famose Vite dei poeti». - da un tema studentesco". L'obiettivo della satira del racconto non sarebbero tanto le follie e gli errori degli studenti, quanto la pomposità degli ambienti accademici.